# 2019年6月阿曼湾油轮遇袭事件
2019年6月阿曼湾油轮遇袭事件发生在2019年6月13日，两艘过境阿曼湾的油轮在霍尔木兹海峡附近遭遇袭击。事发时正值伊朗和美国两国关系陷入高度紧张，和上月的船只事件相差仅一个月。

## 背景
一个月内的两起货船事故时值伊朗、美国和沙特阿拉伯三国关系陷入紧张。2018年5月8日，美国撤出联合全面行动计划，恢复针对伊朗核计划的制裁行动。伊朗予以回击，扬言向国际航运行业关闭霍尔木兹海峡，这势必会对全球石油市场造成相应的影响。霍尔木兹海峡作为瓶颈，为全球石油市场供应相当大的出口份额。重新启动制裁，使得伊朗的石油产量创下历史新低，而沙特阿拉伯供应保持不变，才使得市场不受影响。美国总统唐纳德·特朗普要求和伊朗展开核计划对话，表示若达成协议将取消制裁，还会保持他们重振经济。不过，他没有排除和伊朗发生军事冲突的可能性。之后，伊朗表示无意和美国展开对话。
2019年5月5日，美国国家安全顾问约翰·博尔顿宣布向中东地区部署亚伯拉罕·林肯号航空母艦打擊群和四架B-52轰炸机。此前，美国获得伊朗密谋袭击当地的美国部队，部署军队是向伊朗“传递准确无误的信息”。
大约一个月前，阿曼湾也发生了类似事件。国际调查报告声称四艘悬挂挪威、沙特阿拉伯和阿联酋的油轮被实施复杂行动的“国家行为人”安置的吸附水雷瞄准。美国认为伊朗策划了这次袭击，两国关系进一步紧张。
本次两艘遭到袭击的油轮是挪威公司的“前线牵牛星”（Front Altair）号和日本公司的“国华勇气号”（Kokuka Courageous）。两艘船装着沙特阿拉伯、卡塔尔和阿联酋的石油产品。“前线牵牛星”装着阿布扎比国家石油公司的石腦油，从阿联酋的鲁瓦斯出发，前往台湾。“国华勇气号”装着沙特阿拉伯朱拜勒和卡塔尔梅赛伊德的甲醇，前往新加坡。
事发时日本首相安倍晋三正在出访德黑兰。安倍向伊朗最高领导人阿里·哈梅內伊传达了特朗普的口信，但哈梅内伊拒绝向特朗普交换信息：“我不认为和特朗普交换信息是值得的，我也没有什么要回复他的，现在没有，将来也不会有。”日本经济产业省表示遇袭的油轮装着和“日本有关”的货物。

## 事故

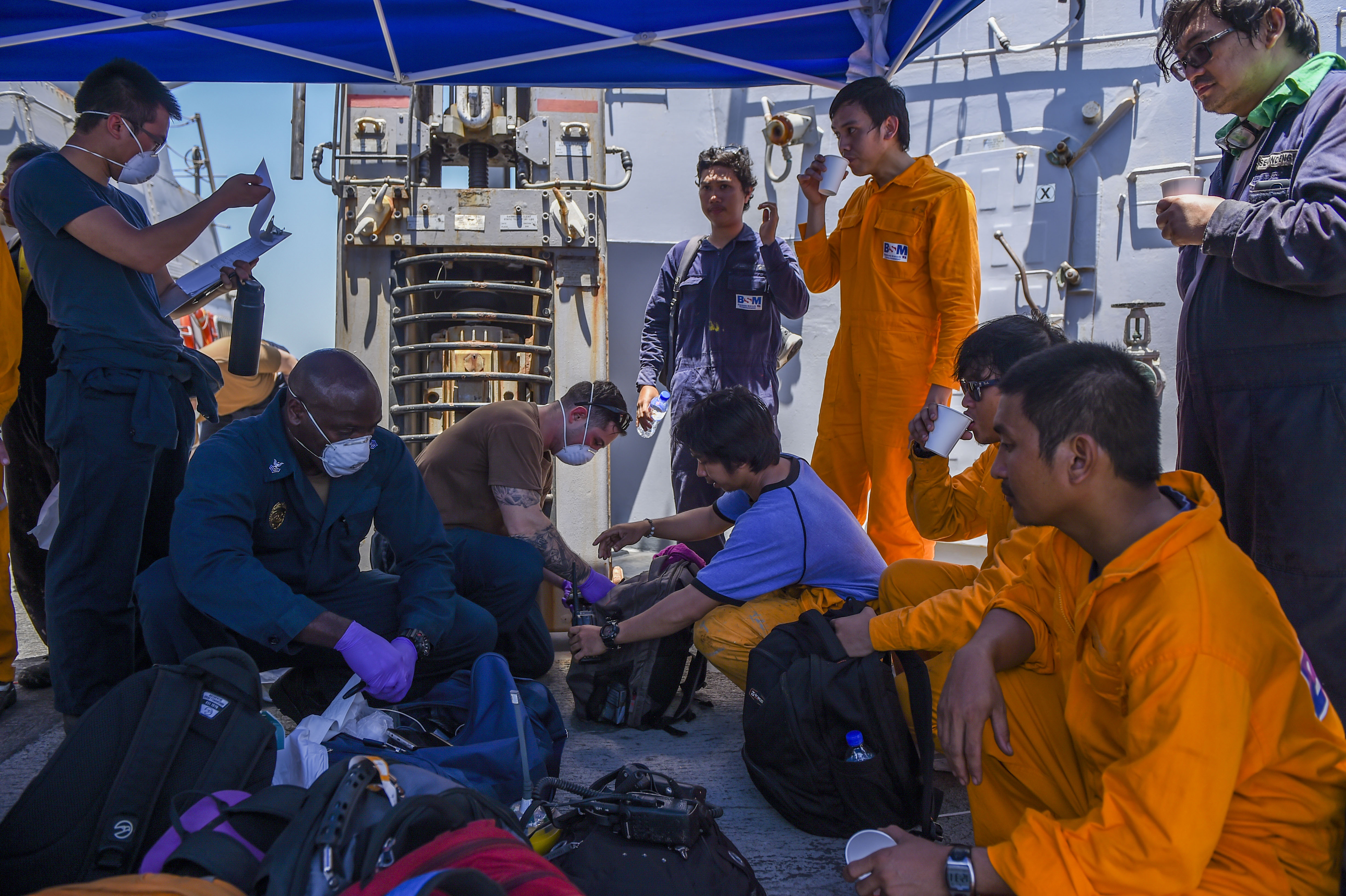
美国海军班布里奇号驱逐舰的水手援助登船的“国华勇气号”船员。

“前线牵牛星”和“国华勇气”发生爆炸时，正过境阿曼湾，准备前往东南面的国际水域。负责联络“前线牵牛星”的台湾中油表示船只于格林尼治时间6月13日4点左右遭鱼雷攻击。美国海军表示在格林尼治时间2点12分（当地时间6点12分）收到“前线牵牛星”的遇险求救，3点（当地7点）收到“国华勇气”求救。两只船起火，但两艘船各自的船东前线公司和国华产业都表示船员安全撤离。伊朗伊斯兰共和国通讯社最初表示“前线牵牛星”沉没，但被前线的发言人否认。其他消息指袭击可能是由吸附水雷引发的。伊朗表示已救出全部44名船员被救出并带到伊朗。然而，美国海军表示在事发后协助两艘船，营救了部分船员。一艘丹麦船只救出“国华勇气”的21人，丹麦航运公司Acta Marine确认了这一点。船员曾表示看到船体有可疑物体，但没有辨别出来。四个小时后，获救的船员被移交给了一艘“联盟船”。“前线牵牛星”的23名船员最初被附近的韩国船只“现代迪拜”号救出，这一消息经韩国现代商船公司确认，公司表示船只后来将救出的船员移交到伊朗的救援船。
美国官员表示导弹驱逐舰班布里奇号驱逐舰救出21名乘坐拖船逃生的“国华勇气”船员。“前线牵牛星”的23人被移交给伊朗海军船，伊朗当地港口下船，之后被运到阿巴斯港。两艘船有明显损伤，但没有沉没。海军后来派遣另一艘驱逐舰梅森号前往事发地点。
事发后“国华勇气号”被拖到了阿联酋的凱勒巴。荷兰公司Boskalis负责抢救两艘油轮的物资。
6月15日，“前线牵牛星”的船员乘坐伊朗航空航班抵达阿联酋迪拜。前线管理公司的CEO罗伯特·海伟德·迈克朗德表示船员在伊朗得到很好的照顾，状态很好。

## 责任

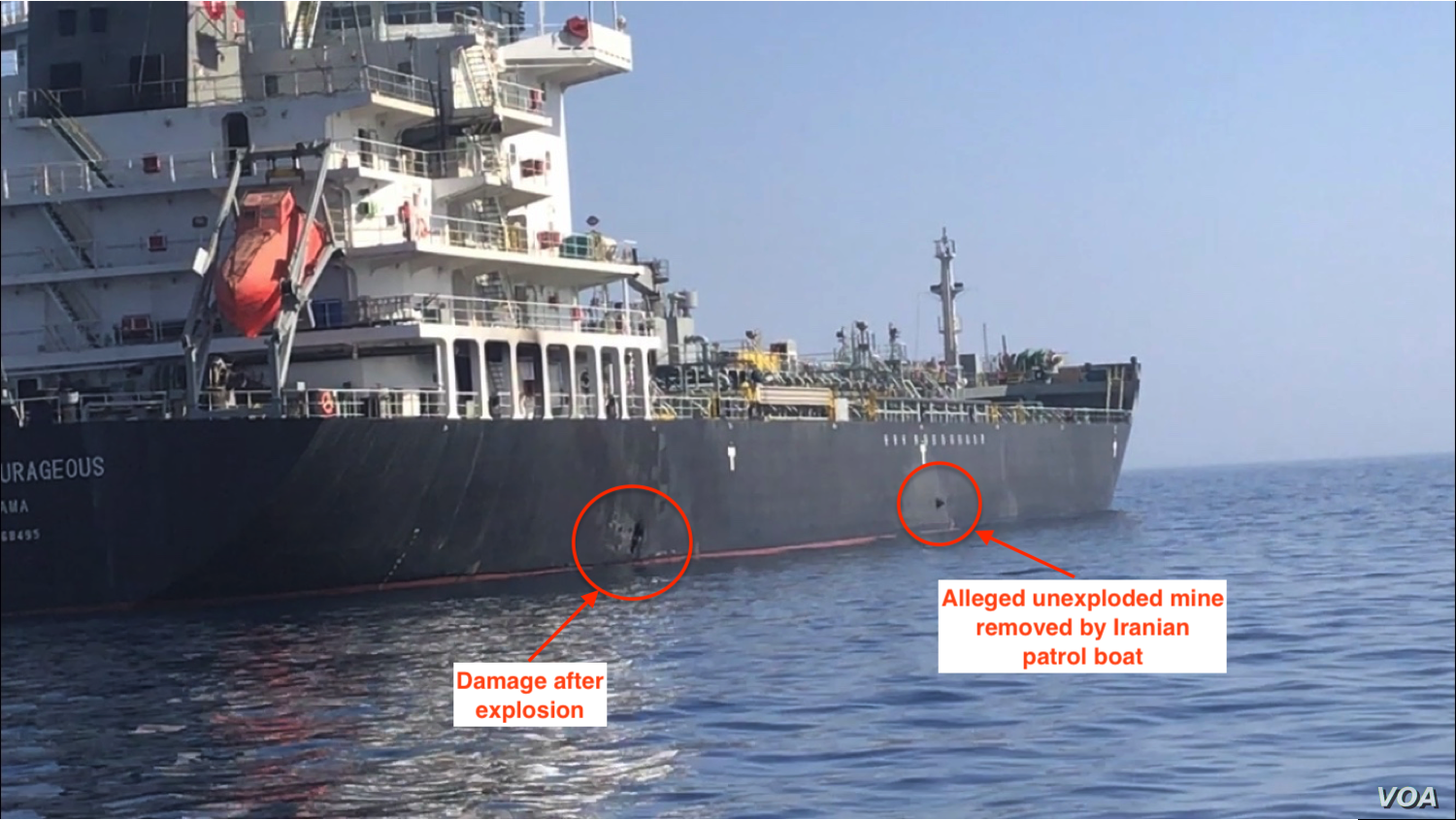
“国华勇气号”火灾后的影像显示左侧船身受损，右侧仍贴着一枚未引爆的吸附水雷。

美国国务卿迈克·蓬佩奥当天声稱伊朗策动了袭击。他表示，这个评估基于“情报消息、所需的武器、要用到的专业知识”，还有“最近伊朗针对船只的类似袭击”。伊朗否认策划袭击。《卫报》报道称，西方情报机构一口咬定伊朗伊斯兰革命卫队发动袭击报复对伊朗的石油出口制裁。美国国防代部长帕特里克·沙纳汉表示美国想发布情报信息，建立“国际共识”。
6月13日晚些时候，美国海军发布视频，声稱是一艘伊朗小型船只从日本油轮一侧船身拆除未爆炸的吸附水雷，视频拍摄的时间是当地下午4点10分。伊朗官员进一步否认这些指控，表示“毫无根据的”。德国外交部长海科·馬斯认为视频尚未足够作出最终的评估。
6月14日，“国华勇气号”船东国华工业表示“船员亲眼看到有飞行物体撞过来”，“冲击远高于水面”。公司表示，将袭击归因于水雷是“错误”的：“我们不认为有定时炸弹，或是有物体附着船身”。他们也认为船只可能遭到鱼雷攻击，因为这艘船被击中的位置是在水线以上。同日，塔斯尼姆通讯社报道指，霍爾木茲甘省港口局长表示初期调查显示火灾是由技术原因引发的，没有证据显示两艘船遭到外部物体撞击。
6月17日，五角大樓發布了新圖像，根據該圖像，該圖像來自MH-60R海軍監視直升機，據稱伊朗襲擊了阿曼灣的油輪。據稱，他們再次展示了伊斯蘭革命衛隊成員移除了未爆炸的炸彈。

## 各方反应

### 政治

#### 伊朗
事件的消息传出后，伊朗外交部部长穆罕默德·贾瓦德·扎里夫发布推特：“对今天上午事件的怀疑猜测还没有出现” 。他认为袭击是“B小队”（约翰·博尔顿、穆罕默德·本·萨勒曼·本·阿卜杜勒-阿齐兹·阿勒沙特、穆罕默德·本·扎耶德·阿勒納哈揚和本雅明·内塔尼亚胡）的行动，意在破坏外交。阿联酋外交事务部长安瓦尔·加加什回应指扎里夫的信誉正在“减少”：“公关并不能真正取代建设性政策。缓和当前的局面需要明智的行动，而不是空话。”
6月18日，伊朗總統哈桑·魯哈尼在電視直播中說，“伊朗不會對任何國家發動戰爭。那些面對我們的人是一群經驗不足的政治家。”
伊朗對聯合國的使命回應了美國的指責，稱伊朗政府“斷然拒絕”美國聲稱它應對襲擊負責，並以“最強烈的措辭”譴責它。

#### 美國
美国政府官员将袭击归罪于伊朗，国务卿蓬佩奥表示美国“会捍卫军队和在当地的利益”。接受福斯新闻频道采访时，总统特朗普进一步谴责伊朗，称他们是“恐怖国家”。沙特阿拉伯外交部长阿德尔·朱拜尔同意美国的声明，表示“伊朗有前科”。英國外交及聯邦事務部同意美国的评估，外交部长杰里米·亨特表示伊朗的行为“极为不明智”。伊朗驻联合国特派团否认美国的指控，称伊朗政府“断然否认”美国的指控，认为美国应该要为袭击负责，并以“最可能严厉的言辞”谴责美国。

#### 其他國家
中国领导人习近平出席上海合作组织会议时，向伊朗总统哈桑·鲁哈尼表示无论事态如何发展，都将会增进和伊朗的关系。俄罗斯外交副部长谢尔盖·里亚布科夫“反对草率定论，反对将责任归咎于我们不喜欢的人的头上。”
国际独立油轮船东协会主席保罗·德阿米科（Paulo d'Amico）表示关心当地其他船只和船员的安全。事发后船只经过海峡都会减速，避免受损
阿拉伯国家联盟秘书长艾哈迈德·阿布·蓋特呼吁联合国安理会对责任人采取行动，维护海上安全。6月14日在纽约联合国总部会见联合国秘书长安东尼奥·古特雷斯后，他表示：“我们认为需要认清负责任的人。我肯定真相会大白，不过是时间问题。”至于美国对伊朗的谴责，他表示：“我要告诫我的伊朗同胞，还有他们的弟兄：要万分小心，要改变方向，因为你们正把每个人推向对抗的场面，不好的事情一旦发生，所有人都不会安全。”
6月13日，联合国安理会召开闭门会议，事件各方出席。
6月15日，日本内阁总理大臣安倍晋三“强烈谴责”袭击，不过没有点出国家。之前他和美国总统特朗普通电话。

### 政治
事发后国际油价上涨4%，涨幅之后维持在2%，海运费和船运货物保险费因事故也应声大幅涨价。彭博社報導，波斯灣的戰爭風險保險費 - 在五月事件發生後已經增加 - 從超過50,000美元增加到185,000美元。 6月17日，石油價格回落至先前的下跌趨勢，下跌1.7％。在審查了視頻證據之後，一位接近安倍的消息人士稱，“這些並不是明確證明它是伊朗”的攻擊背後，並且“即使是美國提出這一主張，我們也不能簡單地說我們相信它” 。

## 另見
- 2019年5月阿曼灣事件
- 2019年伊朗擊落美國無人機事件